# Arborystyka

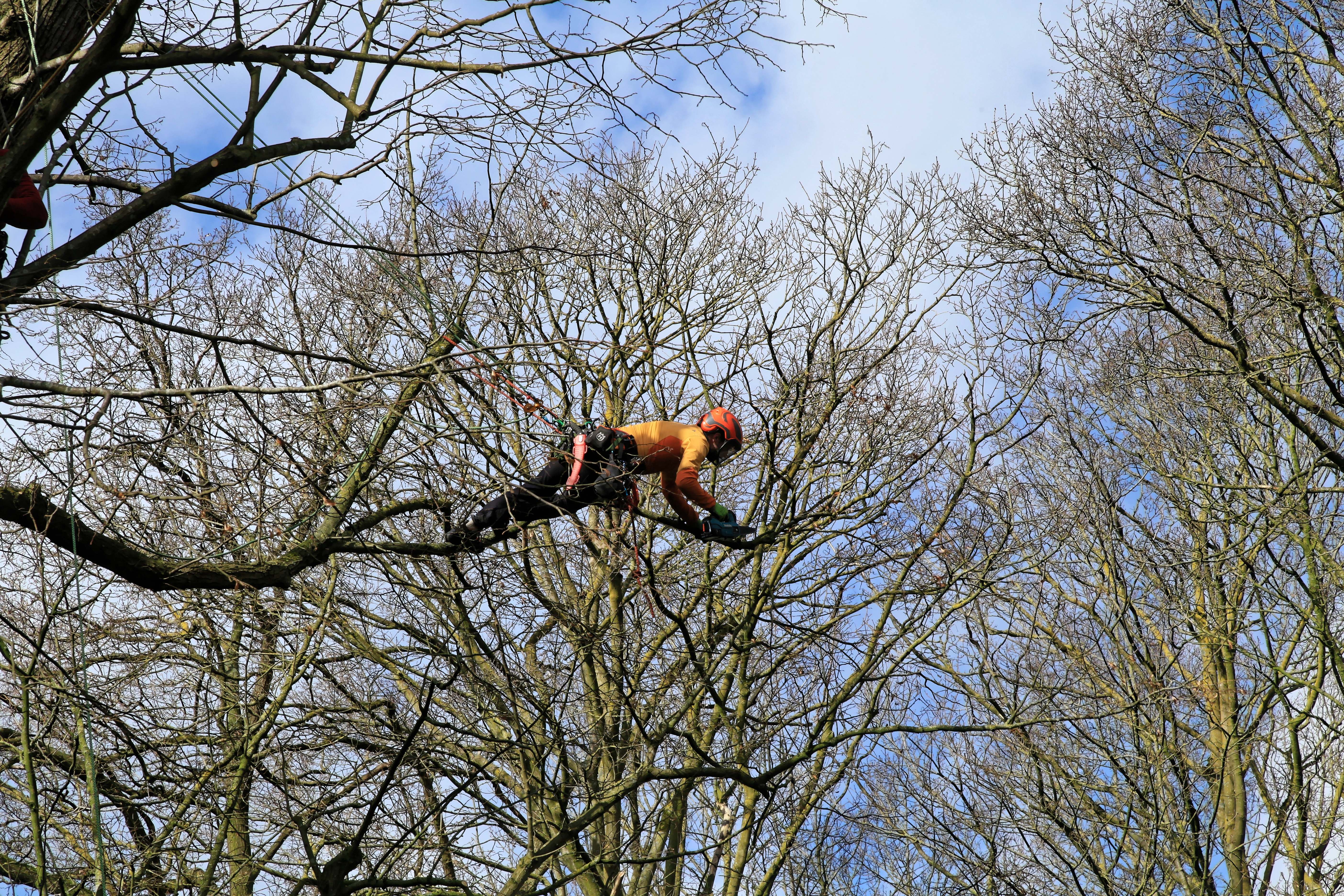
Arborysta przy pracy

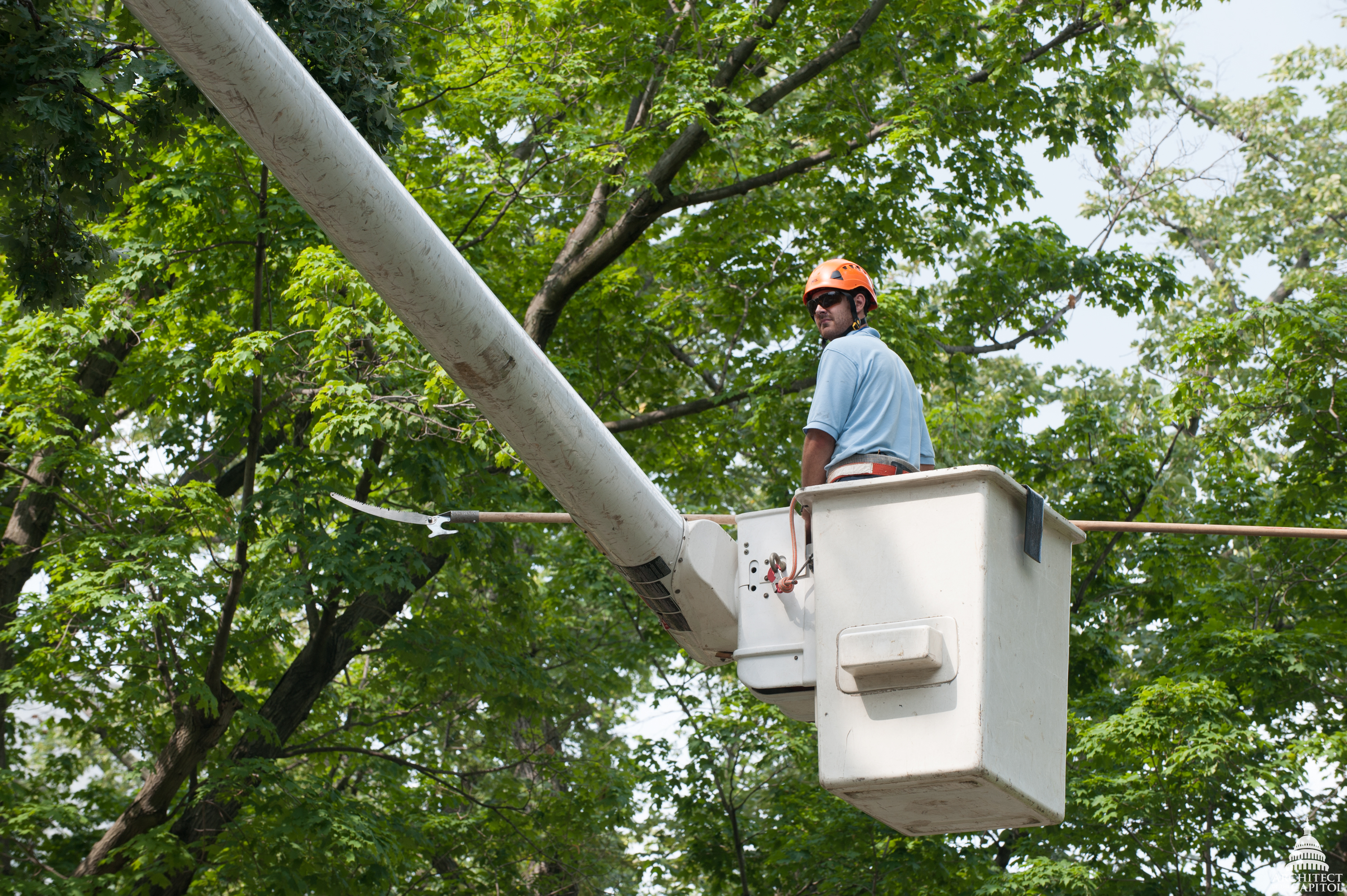
Arborysta przy pracy

Arborystyka (z łac. arbor – drzewo) – dyscyplina praktyczna o podstawach naukowych rozwijająca się dynamicznie w Stanach Zjednoczonych oraz Europie Zachodniej i Środkowej, zajmująca się uprawą, pielęgnacją, a także badaniami drzew, krzewów, pnączy i innych wieloletnich roślin drzewiastych. Za ojca współczesnej arborystki uważany jest amerykański biolog i fitopatolog Alex Shigo.
W wymiarze naukowym arborystyka zajmuje się badaniami dendroflory – pojedynczych drzew, ich grup lub założeń kulturowych, a także wzrostu oraz reakcji na różnego rodzaju praktyki pielęgnacyjne i czynniki środowiskowe. W praktyce arborystyka obejmuje zespół takich działań jak m.in.: dobór drzew i krzewów, ich nasadzenia, nawożenie, zwalczania szkodników i patogenów, cięcie, formowanie oraz usuwanie (wycinka).
Arborystyka koncentruje się przede wszystkim na utrzymaniu drzew i krzewów w krajobrazie kulturowym, zazwyczaj w ogrodach, parkach i innych terenach zieleni. W związku z tym została wyodrębniona jako osobna dyscyplina, będąc dość ściśle powiązaną z architekturą krajobrazu, dendrologią, ogrodnictwem, leśnictwem, szkółkarstwem oraz sadownictwem.
Osoby działające praktycznie lub naukowo w arborystyce nazywane są arborystami lub "chirurgami drzew". Ten ostatni termin jest jednak powoli wypierany w związku z jego kontekstem, ograniczonym przede wszystkim do działań i zabiegów inwazyjnych, polegających głównie na wycince bądź redukcji koron drzew.   
Zarządzanie ryzykiem, kwestie prawne, względy estetyczne oraz aspekty ekologiczne odgrywają współcześnie coraz większą rolę w praktyce arborystyki. Nowym kierunkiem rozwoju jest również wypoczynek, edukacja i rekreacja w domkach na drzewach, w tzw. parkach linowych bądź w formie wyczynowej – wspinaczki na drzewa.  